# دونالد إل. ريتر
دونالد إل. ريتر (بالإنجليزية: Donald L. Ritter) هو سياسي أمريكي، ولد في 21 أكتوبر 1940 في مانهاتن في الولايات المتحدة. حزبياً، نشط في الحزب الجمهوري. في انتخابات مجلس النواب الأمريكي 1990 ‏، انتخب عضو مجلس النواب الأمريكي عن دائرة الدائرة الكونغرسية الخامسة عشر في بنسيلفانيا ‏ وقد انضم خلال فترته النيابية ‏ (3 يناير 1991 – 3 يناير 1993)  للكتلة البرلمانية الحزب الجمهوري وانتخب عضو مجلس النواب الأمريكي.